# Shadow Blade
Shadow Blade es un juego de acción y plataformas desarrollado por Dead Mage y distribuido por Crescent Moon Games para iOS, Android y Ouya. Se rehízo como Shadow Blade: Reload para Microsoft Windows y consolas modernas.

## Jugabilidad
El juego consiste en niveles que le ofrecen recompensas al jugador según tres factores: el tiempo total que demore terminar el nivel de principio a fin, el número de orbes recolectados a lo largo del nivel y el número de objetos escondidos encontrados.
Los desafíos principales se centran en navegar por plataformas de forma precisa, combate y sigilo.

## Historia
Kuro es un hombre joven que se encuentra en su búsqueda para convertirse en Shadow Blade. Él deberá buscar las enseñanzas del último maestro ninja que queda. El jugador pasará por niveles desafiantes, evitando innumerables trampas, escabulléndose entre los enemigos o pasando por encima de sus cadáveres. Esto requerirá ser ágil, sigiloso y ser consciente del entorno.

## Recepción
La recepción de Shadow Blade ha sido prácticamente positiva universalmente, con el puntaje más bajo siendo actualmente un 70 de 100 en Metacritic. El juego retiene una puntuación agregada de 81 de 100. Shadow Blade también fue la elección de la semana del editor de AppStore en la semana de su lanzamiento.
VideoGamer le dio a Shadow Blade un 9 de 10, diciendo que:
«Fácilmente, uno de los mejores juegos de móvil en los últimos tiempos, Shadow Blade es un faro luminoso y una lección picante para los demás desarrolladores. Esta es la vara. Ahora intenten elevarla».
Una reseña de Littlehampton Gazette dijo que:
«Shadow Blade se juega como un nuevo ninja graduado cortando y saltando por los bloques, con la intención de redefinir tu impresión de los mejores plataformeros de acción. Utilizando el ying y desechando el yang de juegos similares, cortará cualquier apatía de juegos de año nuevo por la cual podrás estar deseando una distracción digital, aunque deprimentemente breve. Sus controles son un sueño, ofrece estilo y elegancia por medio de su ejecución de las artes marciales, y todo está respaldado por un diseño de niveles glorioso que mantiene la sangre bombeando por tus palmas mientras intentas despachar a los enemigos en pantalla y alcanzar tu meta. Hay drama, un gran diseño y un peligro para caerse la baba al final de cada nivel - no pierdan el tiempo y descarguen este slice 'em up bien afilado».
Algunos críticos han elogiado los controles táctiles del juego; 148Apps escribió que:
«Shadow Blade es un plataformero con estilo que es difícil de dejar gracias en gran parte a sus controles táctiles intuitivos».